# 王君
王 君（おう くん、1952年3月 - ）は、中華人民共和国の政治家。高級工程師。中共内蒙古自治区委書記、内蒙古自治区人大常委会主任。

## 経歴
山西省大同市出身。1977年7月、中国共産党入党。鉱山鉱夫、山西鉱業学院卒業後、大同鉱務局技術員、同副区長、同区長、同副鉱長、同鉱務局党委副書記、同鉱務局副局長・局長を経て
- 1997年10月、石炭工業部副部長（次官）
- 1998年3月、国家石炭工業局副局長（次官級）中共中央規律検査委員会常務委員、秘書長
- 1999年9月、江西省副省長
- 2001年12月、中共江西省委副书记
- 2006年10月、中華全国供鞘合作総社党組副書記（2007年1月から理事会副主任兼任）
- 2007年7月、中華全国供鞘合作総社党組書記、理事会副主任（大臣級）
- 2008年3月、国家安全生産監督管理総局局長（大臣級）
- 2008年9月、中共山西省委副書記、山西省長代理
- 2009年1月、中共山西省委副書記、山西省長
- 2012年12月、中共内蒙古自治区委書記[1]